# Cyanopterus webbi
Cyanopterus webbi är en stekelart som först beskrevs av Henry Lorenz Viereck 1909.  Cyanopterus webbi ingår i släktet Cyanopterus och familjen bracksteklar. Inga underarter finns listade i Catalogue of Life.